# Hvis krigen kommer
Den danske regering udsendte i januar 1962 pjecen Hvis krigen kommer, som gav danskerne oplysninger om, hvordan de skulle forholde sig i tilfælde af krig. Pjecen var på 32 sider og indeholdt bl.a. information om fjendens psykologiske krigsførelse, virkningen af atomvåben, civilforsvarets opgaver, varsling ved hjælp af sirener, indretning af beskyttelsesrum og evakuering af de større byer.
Oplysningspjecen blev husstandsomdelt til alle landets husstande af postvæsnet. Pjecens forord er underskrevet af daværende statsminister Viggo Kampmann, som også præsenterede pjecen på et pressemøde den 8. januar 1962. Han understregede, at muligheden for at overleve en krig i høj grad var afhængig af, hvad den enkelte borger i fredstid havde forberedt at ville gøre i en krigssituation. Pjecen indeholdt derfor 9 sider om indretningen af beskyttelsesrum og indkøb af nødforsyninger.
Oplysningspjecen fik en blandet modtagelse, og især afsnittet om beskyttelsesrum blev kritiseret for at være misvisende og urealistisk. En Gallup-undersøgelse fra april 1962 viste, at 66 pct. af befolkningen havde læst pjecen, men at hovedparten mente, at pjecen ikke havde ændret deres syn på muligheden for at overleve en krig. Kun 4 pct. havde indkøbt de anbefalede nødforsyninger, og kun 6 pct. havde bygget eller overvejet at bygge et beskyttelsesrum. Et ekspertudvalg konkluderede dog i marts 1962, at kritikken af vejledningen om beskyttelsesrum måtte tilbagevises. 66 pct. havde læst pjecen, heraf 9 pct. flere gange.